# Сарраф, Максим Филиппович
Максим Филиппович Сарраф (род. 15 марта 2005, Москва) — сирийский и российский футболист, вратарь сборной Сирии.

## Клубная карьера
Воспитанник академии московского ЦСКА, где завершил обучение в мае 2023 года. С 2020 года выступал за «армейцев» в юношеской футбольной лиге.
С февраля 2024 года — игрок узбекистанского «Андижана». Единственный матч в чемпионате Узбекистана провёл 25 августа 2024 года против «Насафа», по итогам которого сирийский вратарь пропустил три мяча. После окончания сезона Максим Сарраф покинул клуб.

## Карьера в сборной
В 2022 году дебютировал в молодёжной сборной Сирии, сыграв 18 декабря в игре против Иордании (2:0).
В 2023 году впервые получил вызов в национальную сборную Сирии. Главный тренер Эктор Купер включил Саррафа в список участников сирийской сборной на Кубке Азии 2023 года, который прошёл в Катаре в январе — феврале 2024 года.
Участник Кубка Азии 2025 года для игроков до 20 лет, который проходит в Китае.